# Frédéric de Franquemont
 (décembre 2019).
Si vous disposez d'ouvrages ou d'articles de référence ou si vous connaissez des sites web de qualité traitant du thème abordé ici, merci de compléter l'article en donnant les références utiles à sa vérifiabilité et en les liant à la section « Notes et références ».
Le comte  Frédéric de Franquemont, 1773- 1842 est un général d’Empire puis le ministre de la guerre du Wurtemberg.

## Biographie
Les Franquemont de Wurtemberg descendent de Charles II Eugène 12e duc de Wurtemberg (1728-1793). Charles donne le nom Franquemont à cinq de ses fils naturels qui servent tous comme officiers de l'armée du Wurtemberg (Régiment wurtembourgeois du Cap) qui les amènent aux Indes orientales néerlandaises avec la Compagnie néerlandaise des Indes orientales (VOC). Sa mère est Regina Monti. Le comte Frédéric et un de ses frères, le colonel Charles von Franquemont, sont les seuls de cette génération à revenir à Wurtemberg après avoir été emprisonnés par les Anglais à Ceylan.

### Militaire du Wurtemberg
Il commande après son retour des Indes, le régiment Franquemont, premier régiment de l'armée Wurtemberg il en devient le général. Il participe entre autres à la bataille des Nations (1813) et à la bataille de Waterloo (1815). Il est blessé lors de la bataille de Dennewitz.

### Ministre de la guerre
De 1816 jusqu'à 1829 il est ministre de Guerre de Wurtemberg, membre du Conseil privé du Wurtemberg. En 1818 il est fait Grand-Croix de l'ordre de la Couronne par Guillaume Ier de Wurtemberg, et membre de la Chambre des lords et à partir de 1820 il réforme la maison militaire du roi. Il démissionne en 1829 pour raison de santé.

## Armoiries

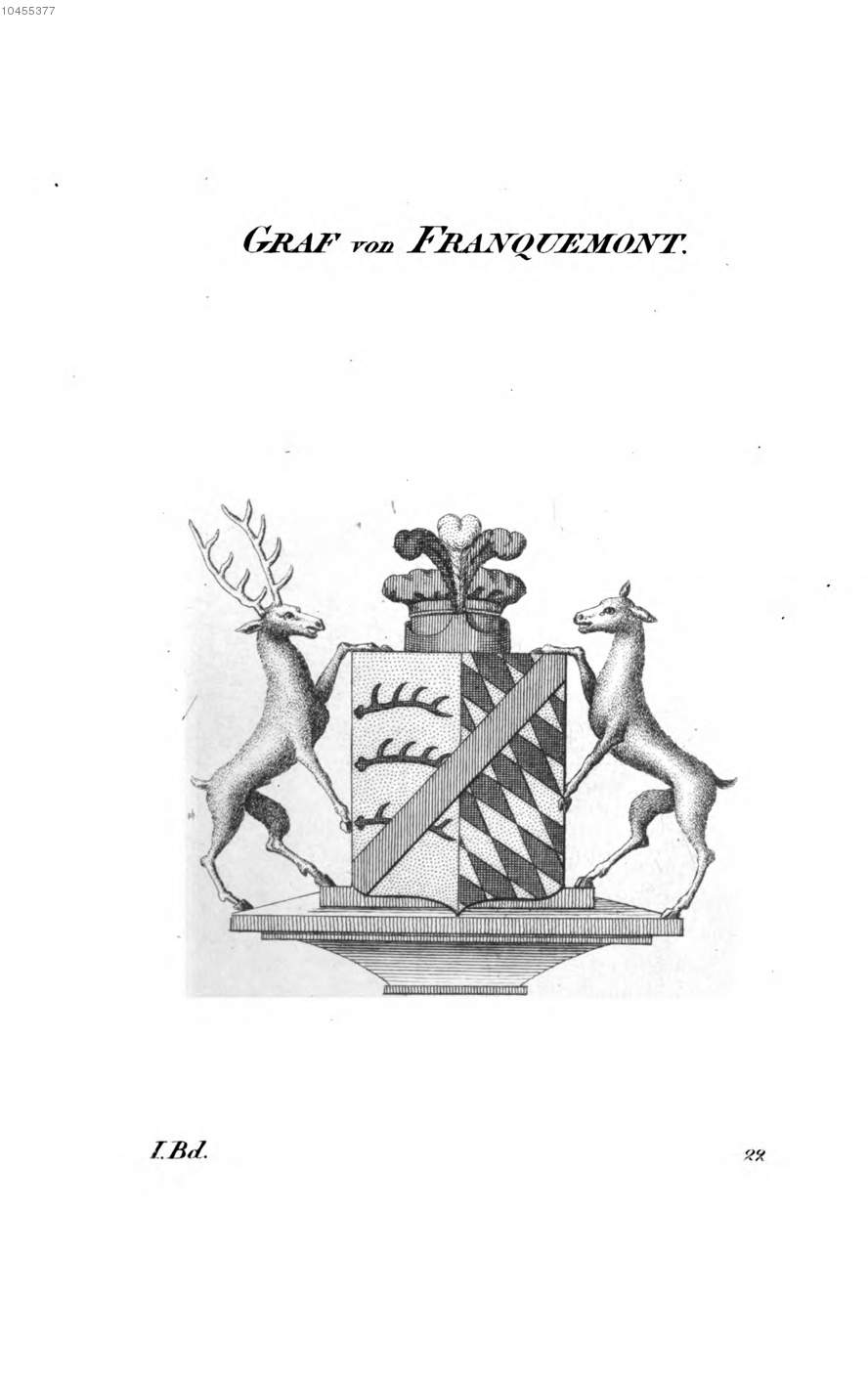